# Santiago Amat
Santiago Amat Cansino (* 22. Juni 1887 in Barcelona; † 5. November 1982 ebenda) war ein spanischer Segler.

## Erfolge
Santiago Amat, der 1903 mit dem Segeln begann, trat bei drei Olympischen Spielen an. Sein Olympiadebüt 1924 in Paris beendete er im Monotyp 1924 auf dem vierten Rang hinter dem punktgleichen Hans Dittmar. In einem Stechen um die Silber- und die Bronzemedaille kam er hinter Henrik Robert und Hans Dittmar ins Ziel. Parallel startete er 1924 auch im Wettbewerb mit der 6-Meter-Klasse, die er auf Rang acht abschloss. Bei den Olympischen Spielen 1928 in Amsterdam kam er in der 12-Fuß-Jolle nicht über den 14. Platz hinaus. Vier Jahre darauf sicherte er sich in Los Angeles im Snowbird mit 76 Punkten als Drittplatzierter hinter Jacques Lebrun und Bob Maas die Bronzemedaille. Noch im Alter von 65 Jahren wurde er 1952 bei den Europameisterschaften ebenfalls Dritter.